# Solfjädern (film)
Solfjädern (engelska: The Fan) är en amerikansk romantisk dramakomedifilm från 1949 i regi av Otto Preminger. Filmen är baserad på Oscar Wildes pjäs Solfjädern från 1892. I huvudrollerna ses Jeanne Crain, Madeleine Carroll, George Sanders och Richard Greene.

## Handling
Lord Windermere verkar i allas ögon, inklusive sin unga hustru Margaret, vara den perfekte maken. Men deras lyckliga äktenskap äventyras då Lord Windermere börjar ägna sina eftermiddagar åt Mrs. Erlynne, som är intresserad av att klättra i Londons societet. Lady Windermere blir alltmer upprörd och ämnar lämna sin make för Lord Robert Darlington, som har uppvaktat henne under en tid. 

## Rollista i urval
- Madeleine Carroll – Mrs. Erlynne
- Jeanne Crain – Lady Margaret Windermere
- Richard Greene – Lord Arthur Windermere
- George Sanders – Lord Robert Darlington
- Martita Hunt – Hertiginnan av Berwick
- Hugh Dempster – Lord Augustus Lorton
- Richard Ney – James Hopper